# Dieter Hogrefe
Dieter Hogrefe (* 23. September 1958 in Göttingen) ist ein deutscher Informatiker.
Dieter Hogrefe studierte nach seinem Abitur 1977 Mathematik und Informatik an der Universität Hannover, wo er auch promovierte.
Hogrefe arbeitete, nachdem er sich 1989 in Hamburg habilitierte, als Professor in Dortmund, Bern und Lübeck. 2002  folgte er einem Ruf zum C4-Professor an die Georg-August-Universität Göttingen. Dort ist er Direktor des kurz zuvor gegründeten Instituts für Informatik.
Hogrefe forscht auf dem Gebiet der Internet- und Kommunikationstechnologie und beschäftigt sich in seiner Telematik-Arbeitsgruppe unter anderem mit der Simulation und Analyse neuer Netzwerkprotokolle.

## Weblink
- Homepage von Dieter Hogrefe

| Personendaten    | Personendaten          |
| ---------------- | ---------------------- |
| NAME             | Hogrefe, Dieter        |
| KURZBESCHREIBUNG | deutscher Informatiker |
| GEBURTSDATUM     | 23. September 1958     |
| GEBURTSORT       | Göttingen              |